# 見たい!知りたい!北海道
『見たい!知りたい!北海道』(みたいしりたいほっかいどう)は、2017年4月29日から2019年3月29日まで札幌テレビ放送で毎月1回最終週土曜 9時25分から - 9時55分まで （JST）に放送されたドキュメンタリー番組。

## 放送日程
| 回数   | 放送日         | 特集                                             |
| ------ | -------------- | ------------------------------------------------ |
| 第1回  | 2017年 4月29日 | 知られざる北大恵迪寮                             |
| 第2回  | 5月27日        | 忍者が足りない 時代村復活のワケ                  |
| 第3回  | 6月24日        | 絶景を狙え！ドローンの魅力                       |
| 第4回  | 7月29日        | 牛乳が美味しいワケ                               |
| 第5回  | 8月26日        | 夏フェス「ライジングサン」って？                 |
| 第6回  | 9月30日        | 新千歳空港 行列の秘密                            |
| 第7回  | 10月28日       | 北見のすごいニンジン                             |
| 第8回  | 11月25日       | 東農大オホーツク 強さの秘密                      |
| 第9回  | 12月30日       | 五輪選手 なぜ幕別町から？                        |
| 第10回 | 2018年 1月27日 | 北海道米を世界へ〜ライスボールプレーヤーの挑戦〜 |
| 第11回 | 2月24日        | さっぽろ雪まつり〜市民雪像の技〜                 |
| 第12回 | 4月28日        | 奥芝商店のスープカレー革命                       |
| 第13回 | 5月26日        | ゴールデンカムイ 広がる人気                      |
| 第14回 | 6月30日        | 「ダンプレ」にかける青春！                       |
| 第15回 | 7月21日        | 魔法の氷「シルクアイス」                         |
| 第16回 | 8月25日        | 礼文島・桃岩荘が愛とロマンを育てる！！           |
| 第17回 | 9月29日        | なぜ速い?高校陸上女子100mは強豪揃い              |
| 第18回 | 10月27日       | 札幌発!花のアートを世界へ!                       |
| 第19回 | 11月24日       | エゾシカ猟の世界                                 |
| 第20回 | 12月29日       | コンサドーレ 強さとミライ                        |
| 第21回 | 2019年 1月26日 | 99.5%の就航率 旭川空港のすごさ                   |
| 第22回 | 3月2日         | 室蘭から世界へ〜最速スケルトンへの挑戦〜         |
| 第23回 | 3月30日        | 日本一!留萌の数の子                              |